# アッバース・ヒルミー2世

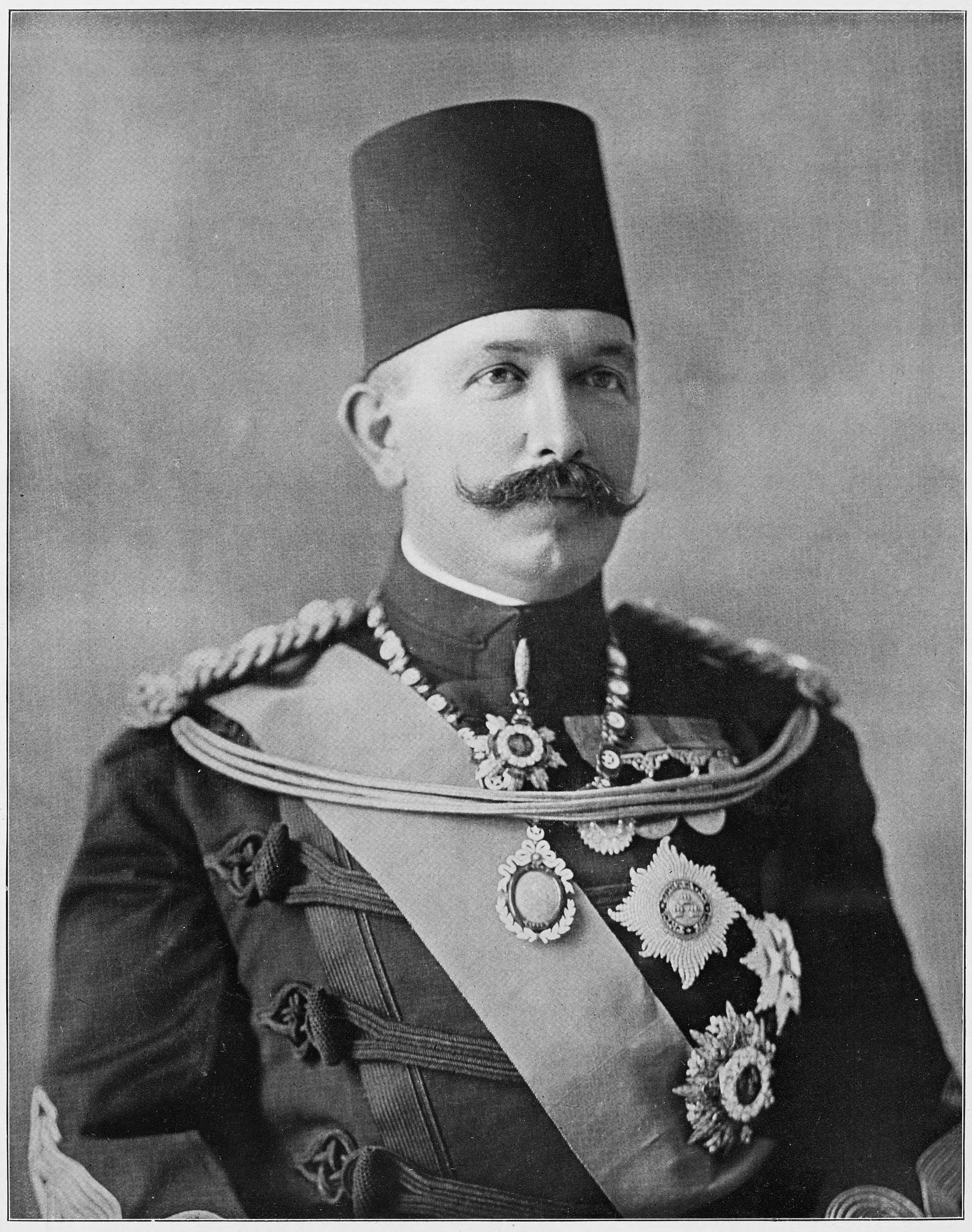
アッバース・ヒルミー2世

アッバース・ヒルミー2世（Abbas Hilmi II 1874年7月14日 - 1944年12月19日）は、エジプト、ムハンマド・アリー朝の第7代君主（在位：1892年 - 1914年）。オスマン帝国のエジプト副王（在位：1892年 - 1914年）。

## 生涯
アレクサンドリア出身。ウィーンの陸軍士官学校に留学し父タウフィーク・パシャが1892年に崩御すると呼び戻され17歳で即位した。即位後はイギリスと敵対し民族主義者に接近する。
1914年に第一次世界大戦が勃発すると国民にトルコを支持してイギリスからの独立を呼びかけたため廃位され、ヨーロッパ各地でその後の人生を送り、1944年にジュネーヴで死去した。
息子ムハンマド・アブデル・モネイムは最後のエジプト王フアード2世の摂政となった。